# Cantonul Saint-Barthélemy
Cantonul Saint-Barthélemy este un canton din arondismentul Saint-Martin-Saint-Barthélemy, Guadelupa, Franța.

## Comune
- Saint-Barthélemy: 6854 locuitori